# Самотність у мережі
«Самотність в Мережі» (пол. «S@motność w Sieci») — перший роман популярного польського письменника Януша Леона Вишневського, написаний 2001 року. Книга складається з 11 неіменованих розділів, що позначаються спеціальним символом «@», і епілогу. Переклад на українську для видавництва «Махаон» зробила Ольга Кравець.

## Історія написання роману
Написання роману збіглося з «депресією після успіху» — розлучення з дружиною під час отримання Янушем Вишневським докторського звання з хімії. З вуст самого ж автора: «Мені просто було сумно… Я вирішив, що написати таку історію обійдеться дешевше, ніж звертатися до психотерапевта».

## Сюжет
Дія роману відбувається в середині дев'яностих років XX століття. Головні герої знайомляться в глобальній мережі Інтернет завдяки  електронній пошті та ICQ. Вони спілкуються, закохуються, переживають. Автор також описує життя кожного з них «поза мережею» — друзів, родину, роботу, уподобання в музиці. Після тривалого віртуального спілкування герої зустрічаються в Парижі, а незабаром після цього стикаються з випробуваннями, які й зіграють головну роль в їх відносинах і життя кожного з них.
Основну частину роману займає віртуальна листування героїв в Інтернеті.
Примітно, що автор дав ім'я лише головному герою — Якуб. Головна героїня ж залишилася безіменною.
«З усього, що вічне, найкоротший термін у кохання» — саме так найчастіше анотується цей твір, намагаючись максимально точно передати його зміст.

## Розширена версія роману
Вишневський згодом випустив розширену версію роману — «Самотність у Мережі. Триптих», куди крім листів і оригіналу увійшла ще й третя частина — «Постепілог», другий епілог, який по-новому трактує кінець роману.

## Додаткові факти
- У романі описуються різні наукові факти, наприклад, викрадення  головного мозку Альберта Ейнштейна.
- У дев'ятій главі книги (@9) згадується про катастрофу літака Boeing 747, Катастрофа рейсу 800 авіакомпанії Trans World Airlines, яка дійсно відбулася 17 липня 1996 року (як і зазначено в книзі).
- За словами автора Януша Вишневського, ідея роману з'явилася у нього ще навесні 1987 року.

## Екранізація роману
Восени 2006 року Вітольдом Адамеком за романом знято фільм, головні ролі в якому виконали Магдалена Целецька і Анджей Хира. На відміну від книги, у фільмі головна героїня має ім'я Ева.